# 周琰 (成化进士)
周琰（1453年—？），字載文，直隸河間府阜城縣人，軍籍，明朝政治人物。

## 生平
順天府鄉試第十名舉人。成化二十三年（1487年）中式丁未科會試第一百四十名，二甲第七十二名進士。弘治二年（1489年）五月实授云南道監察御史，四年巡按山西，六年巡按直隶，丁憂服闋，十年三月復除河南道，十一年巡按陕西，十三年三月升陕西按察司副使。

## 家族
曾祖周本初；祖父周祐；父周真，母張氏。慈侍下。